# トリー・ウェルズ
トリー・ウェルズ（Tori Welles、1967年6月17日 - ）は、アメリカ合衆国の元ポルノ女優。カリフォルニア州サンフェルナンド・バレー出身。

## 人物
1988年から1999年にかけてポルノ映画に出演し、1990年代初期には数本の映画を監督した。1990年から1994年までポルノ映画監督のポール・ノーマンと結婚しており、彼との間には子供が2人生まれた。1997年、離婚後に製作された『The Private Diary of Tori Welles』という個人的ホームビデオをリリースした。ウェルズは怒ったが、その配布を差し止める法的根拠がないと語っていたと言われる。
アメリカ最大手ポルノ製作会社であるヴィヴィッド・エンターテインメントの元契約女優であった。2004年にはブリタニア・パリスの名でPeach DVDの地域販売マネージャーとして働いていた。

## 受賞歴
- 1990年 AVN最優秀新人賞[4]
- 1991年 FOXE Female Fan Favorite[5]
- AVN殿堂[6]
- Legends of Erotica[7]
- XRCO殿堂[8]